# Anders Houmøller Thomsen
Anders Houmøller Thomsen (født 3. april 1967 i Esbjerg) er dansk journalist, musikanmelder, forfatter og ghostwriter.
Thomsen er uddannet fra Danmarks Journalisthøjskole i 1993. Han skrev for Frederiksberg/Vesterbro Bladet 1994-1998 og har siden været freelancejournalist. Han er allround-journalist med speciale i musik/kultur. Han har været fast musikanmelder ved Jyllands-Posten siden 2001.
Har derudover bl.a leveret artikler til Samvirke, Ekstra Bladet, Berlingske Tidende, M!, Alt for Damerne og en lang række andre blade og magasiner. Han redigerede det hedengangne engelsksprogede musikmagasin Boom Boom. Han står for kommunikation og medie-strategi for Spil Dansk og har i større omfang lavet ad hoc-kommunikationsopgaver for Koda.
Var resident DJ på natklubben Rust 1999-2000 og spillede i en længere årrække ved privat- og firma-fester.